# 克氏云杉
克氏云杉，或称克里奇菲尔德云杉（英語：Critchfield's Spruce），为松科雲杉屬的一种，已经灭绝。曾经在现今美国东南部广泛分布。植物巨体化石表明这一树种在第四纪晚期灭绝。目前为止，该地质纪年尚未发现其他植物灭绝。灭绝的具体原因尚待研究，而广泛、迅猛的气候变化与克氏云杉消失时间相符。

## 分类
1999年，克氏云杉由史蒂芬·杰克逊（Stephen T. Jackson）、翁成郁在美国国家科学院院刊（PNAS）上首度描述，文章题为“第四纪晚期北美东部一种树木的灭绝”。种加词“critchfieldii”代表已故植物学家威廉·伯克·克里奇菲尔德（William Burke Critchfield），命名意在致敬他“支持、鼓励对针叶植物基因结构中，第四纪历史塑造作用的认识”。

## 描述
对这种云杉的针状叶、球果的化石研究发现，样本具有独特的形态学、解剖学特征，与云杉的现存物种皆不相符。
植物的巨体化石可以反映植物生命周期中多细胞孢子体阶段的样貌。巨体化石样本的存在形式多种多样：种子、果实、球花、针状叶、芽，等等；巨体化石尺寸与容纳的沉积物材质同样种类丰富。植物在孢子体阶段与不同物种形态学上差异较大，因此巨体化石对历史上植物的种间区分十分有效。克氏云杉的描述过程中，巨体化石研究作用重大。

### 形态
- 果实：圆柱型球果，长60-100毫米，直径14-20毫米。种鳞扇子形，较窄，边缘圆滑齐整，长18-21毫米，宽11-13.5毫米。
- 种子：卵形有翅。长3.5-3.5毫米，宽2.6-2.8毫米，翅长8-11毫米。
- 叶：长7-9毫米，宽0.6-1.0毫米。截面呈四角形，内有两树脂导管，直径60-100微米。

### 花粉
克氏云杉的发现地点采集到的云杉花粉说明云杉在此地一度繁盛。这些花粉在形态学上与现存的白云杉、黑云杉、红云杉都不相同。

## 分布

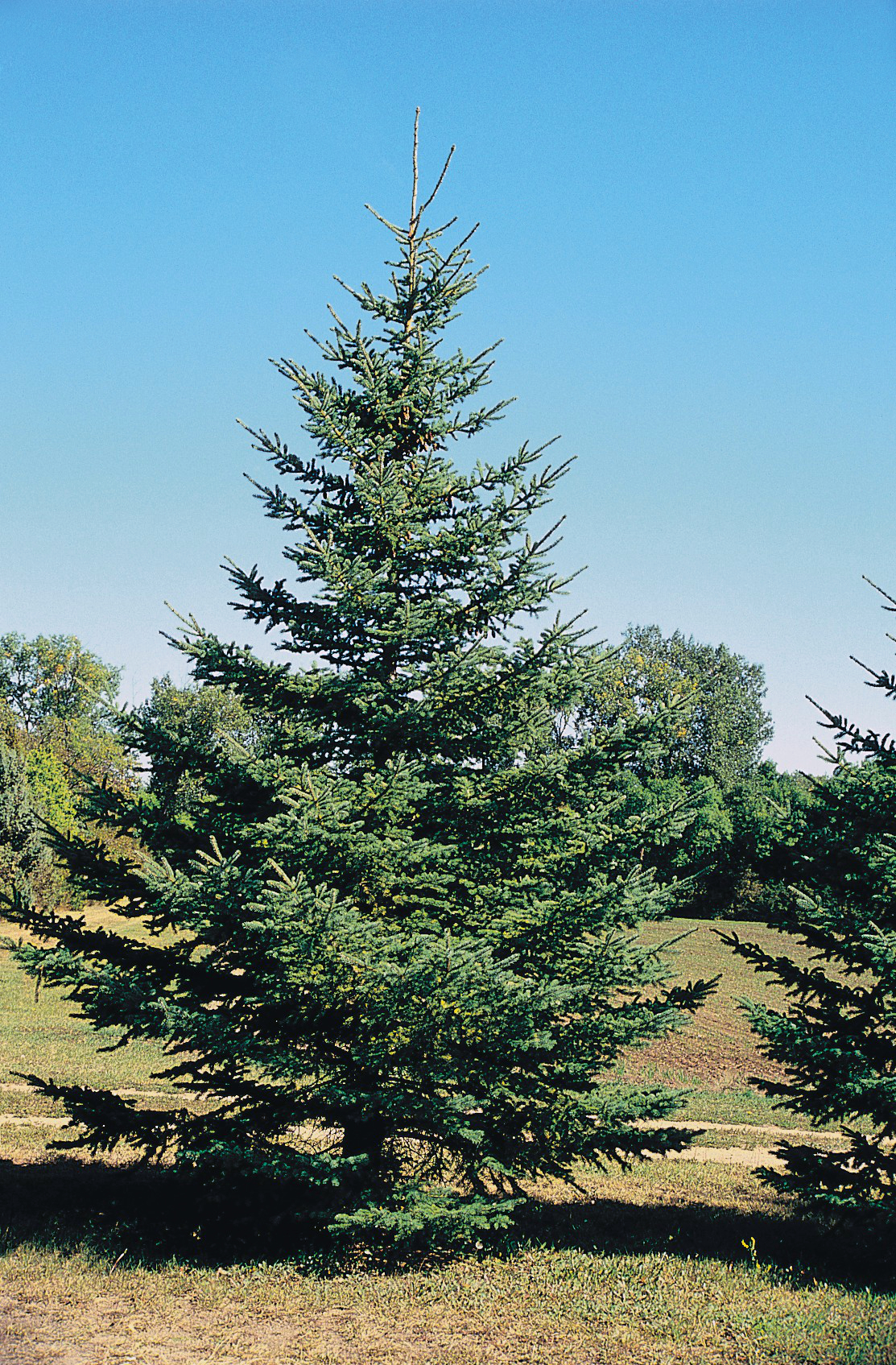
白云杉，所在地曾有克氏云杉

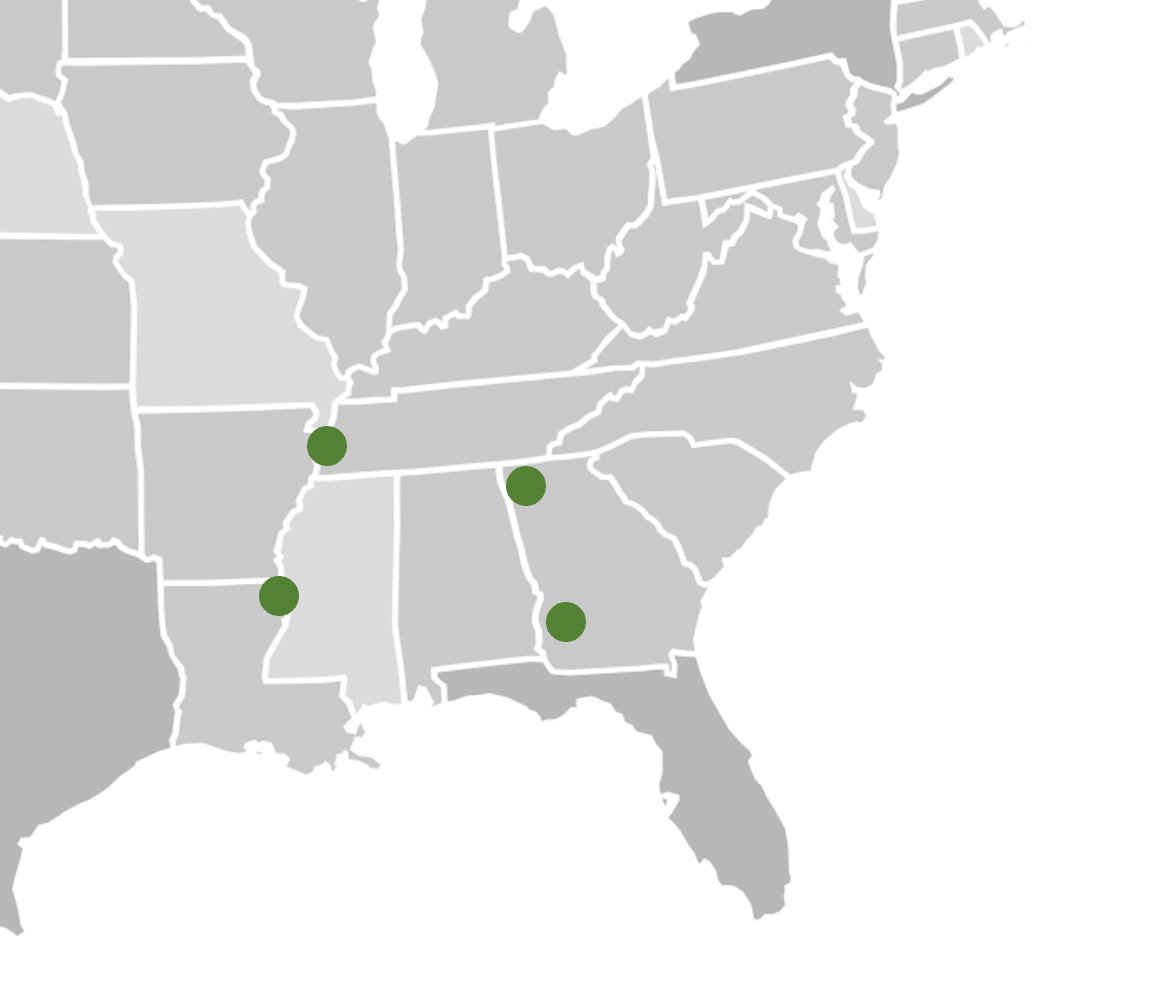
1999年发现的克氏云杉标本所在地。

克氏云杉的许多标本发现于路易斯安那、密西西比的蒂尼卡丘陵（Tunica Hills），大致位于31°N，91°29'W。化石多位于第四纪溪流切面的河道淤泥、黏土中。该地同时出土了耐暖的栎树、山核桃、美国榆、美国山毛榉等植物，似乎说明克氏云杉比现存物种更加耐暖；但其他地点同样发现克氏云杉与白云杉等共存，说明对气候的响应能力至少有所重叠。

## 灭绝
克氏云杉约在1.6万年至9千年前灭绝，时间处于最后一次冰期期间。没有证据证明人类与克氏云杉灭绝有关；但与此一植物灭绝孤例不同，第四纪灭绝事件造成大量哺乳动物灭绝，这则与人类快速发展和冰川消退密切相关。克氏云杉灭绝也存在由致病菌、传播困难、栖息地消失引发的可能。